# Wilhelm zu Solms-Rödelheim
Wilhelm Oskar Friedrich Eugen Graf zu Solms-Rödelheim-Assenheim (* 24. April 1914 in Straßburg im Elsaß; † 11. Januar 1996 in Wien) war ein österreichischer Psychiater und Psychoanalytiker.

## Leben
Wilhelm Graf zu Solms-Rödelheim wurde in Straßburg als Kind von Ernst Graf zu Solms-Rödelheim-Assenheim (1868–1920) und Anna Gräfin von Platen-Hallermund (1874–1937) geboren. Sein Vater Ernst Graf zu Solms-Rödelheim-Assenheim war Professor für Soziologie an der Universität. Sein Bruder ist der Soziologe Max Ernst zu Solms-Rödelheim. 
Der dem gräflichen Geschlecht Solms entstammende Arzt studierte in Frankfurt am Main und wurde dort 1933 „wegen kommunistischer Betätigung“ von der Universität relegiert. Im Zweiten Weltkrieg war er im politischen Widerstand aktiv. Er arbeitete in einem Sonderlazarett für Kopfverletzte und trat nach Kriegsende in die Psychiatrisch-neurologische Universitäts-Klinik bei Hans Hoff (1897–1969) ein, nachdem er schon vorher mit seiner psychoanalytischen Ausbildung begonnen hatte. Er war als Nachfolger von Wilhelm Podhajsky langjähriger Direktor der Wiener Heil- und Pflegeanstalt Am Steinhof und leitete von 1957 bis 1972 und von 1979 bis 1980 die Wiener Psychoanalytische Vereinigung.

## Veröffentlichungen
- Elektroschockbehandlung eines paranoid-halluzinatorischen Bildes bei progressiver Paralyse nach Malariabehandlung. In: Wiener klinische Wochenschrift, 59. Jg., Nr. 39.
- Gefahren bei der Behandlung der chronischen Trunksucht mit Antabus-Medix. In: Wiener klinische Wochenschrift, 100. Jg., Nr. 33/34, S. 589–592.
- Zum Psychotherapieproblem. In: Wiener Archiv für Psychologie, Psychiatrie und Neurologie, Band 1, Heft 1.
- Über die Anwendung eines zentral vegetativen Hemmungsstoffes in der psychiatrischen Therapie. In: Wiener Medizinische Wochenschrift, 102. Jg., Nr. 48, S. 964–965.
- Begutachtung neurologischer Unfallsfolgen. In: Wiener Medizinische Wochenschrift, 102. Jg., Nr. 21, S. 396–399.
- Über Transvestitismus. In: Jahrbuch der Psychoanalyse, Band 2, S. 80–92.